# Hedwig Anneler
Hedwig Anneler (Bern, 5 februari 1888 - Givrins, 8 mei 1969) was een Zwitserse etnologe en schrijfster.

## Biografie
Hedwig Anneler was een dochter van Franz Ludwig Anneler, een drukker, en van Marie Beck, glasschilderes en schrijfster. In 1925 huwde ze Leonhard Jenni, een doctor in de rechten. Na haar studies aan de Universiteit van Bern, waar ze in 1912 een doctoraat behaalde, verbleef ze meerdere jaren in het Lötschental in het kanton Wallis. Daar bestudeerde ze de lokale bevolking en geschiedenis. In 1917 bracht ze het werk Lötschen: Landes- und Volkskunde des Lötschentals uit, een monografie met illustraties van haar broer Karl Anneler. In haar werk Blanche Gamond. Ein Hugenottenbuch uit 1940 concentreerde ze zich op de vervolging van de hugenoten in de 17e eeuw. Ze zette zich tevens in voor de vrede en de bevordering van de mensenrechten. Ze verzette zich in de jaren 1930 tegen antisemitische vooroordelen en steunde de verzuchting voor de invoering van het vrouwenstemrecht in Zwitserland.

## Werken
- Zur Geschichte der Juden von Elephantine, 1912.
- Quatember in Lötschen, 1916.
- Lötschen: Landes- und Volkskunde des Lötschentals, 1917 (samen met Karl Anneler).
- Kleines Lötschenbuch, 1923.
- Aletschduft, 1925.
- Der Glücksbogen, 1925.
- Blanche Gamond. Ein Hugenottenbuch, 1940.